# هاينز بارمتلر
هاينز بارمتلر (21 يوليو 1987 بزيورخ في سويسرا - ) هو لاعب كرة قدم سويسري ودومينيكي في مركز الدفاع. شارك مع منتخب سويسرا تحت 21 سنة لكرة القدم ومنتخب جمهورية الدومينيكان لكرة القدم ومنتخب سويسرا لكرة القدم. أما مع النوادي، فقد لعب مع ريال بلد الوليد ونادي إنتر باكو ونادي زيورخ ونادي غراسهوبر زيوريخ ونادي فادوتس وCibao FC ‏ وSC Freiburg II ‏.

## روابط خارجية
- هاينز بارمتلر على موقع قاعدة بيانات كرة القدم.إي يو (الإنجليزية)
- هاينز بارمتلر على موقع ناشيونال فوتبول تيمز (الإنجليزية)
- هاينز بارمتلر على موقع Soccerbase.com (لاعب) (الإنجليزية)
- هاينز بارمتلر على موقع Soccerway.com (الإنجليزية)
- هاينز بارمتلر على موقع عالم كرة القدم.نت (الإنجليزية)
- هاينز بارمتلر على موقع AS.com (الإسبانية)